# یواس‌اس دوما جی‌آر (اس‌پی-۶۱۲)
یواس‌اس دوما جی‌آر (اس‌پی-۶۱۲) (به انگلیسی: USS Dohema Jr. (SP-612)) یک کشتی بود که طول آن ۵۷ فوت (۱۷ متر) بود. این کشتی  در سال ۱۹۱۲ ساخته شد.